# Carlininae
Carlininae, podtribus glavočika, dio tribusa Cardueae u potporodici Carduoideae.

## Opis
Višegodišnje zeljaste biljke ili grmovi, rjeđe jednogodišnje biljke. Listovi obično bodljikavi, duboko perasto rasječeni i cjeloviti. Kapitula često pokrivena pektinastim lisnatim braktejama, homogamnim ili heterogamnim, ponekad sa zrakastim cvjetićima. Unutarnji ovojni brakteji često su upadljivi, blistavi i obojeni. Receptakul gusto prekrivena velikim ljuskama, nema ga samo kod Tugarinovia. Niti prašnika gole. Corolla i stil vrlo kratki. Ahenije s parenhimatoznim perikarpom. Papus od perastih čekinja, često spojen u čvrste ljuske, postojan ili listopadan.
Jedini rodovi trenutno uključeni u Carlininae su Atractylis, Atractylodes, Carlina, Thevenotia (možda se posebno ne razlikuje od Carlina) i Tugarinovia (Susanna & Garcia-Jacas 2007). Molekularna filogenija još nije dostupna za podpleme, samo rekonstrukcija Susanne et al. (2006.) na malom uzorku svih rodova, koji je konačno potvrdio da je Tugarinovia bila u srodstvu s Carlinom kao što su predložili Dittrich et al. (1987). Znatiželjna i zagonetna Tugarinovia jedini je dvodomni rod u plemenu.
Carlininae su uglavnom istočnosredozemna skupina, koja se proteže u Euroaziju na sjeveru i u Sjevernu Afriku na jugu; neke vrste Carlina rasprostranjene su u eurosibirskom klimatskom području, od Pireneja do Urala. Atractylis je više usredotočen na sjevernu Afriku. Prisutnost dvaju izoliranih rodova u srednjoj i istočnoj Aziji vrlo je značajna: Tugarinovia u Mongoliji i Atractylodes u Japanu i Koreji. Vjerojatni novi rod trenutno se proučava (Q. Liu) s tibetanske visoravni Qinghai, koji bi mogao popuniti prazninu između najistočnijeg raspona Carlina i istočnoazijskih predstavnika podplemena.
Čini se da je potpleme imalo afričko podrijetlo jer su Carlininae vjerojatno bazalna loza Cardueae, a ostala plemena Carduoideae, njima sestrinska plemena, Oldenburgieae i Tarchonantheae, su afrička. Prethodne hipoteze o arhaičnom karakteru otočnih endema Carlina na Kreti i Makaroneziji moraju se odbaciti.

## Rodovi
1. Subtribus Carlininae Dumort.
  1. Tugarinovia Iljin (1 sp.)
  2. Atractylodes DC. (4 spp.)
  3. Carlina L. (30 spp.)
  4. Chamaeleon Cass. (5 spp.)
  5. Thevenotia DC. (2 spp.)
  6. Atractylis Boehm. (26 spp.)